# Civilian Conservation Corps

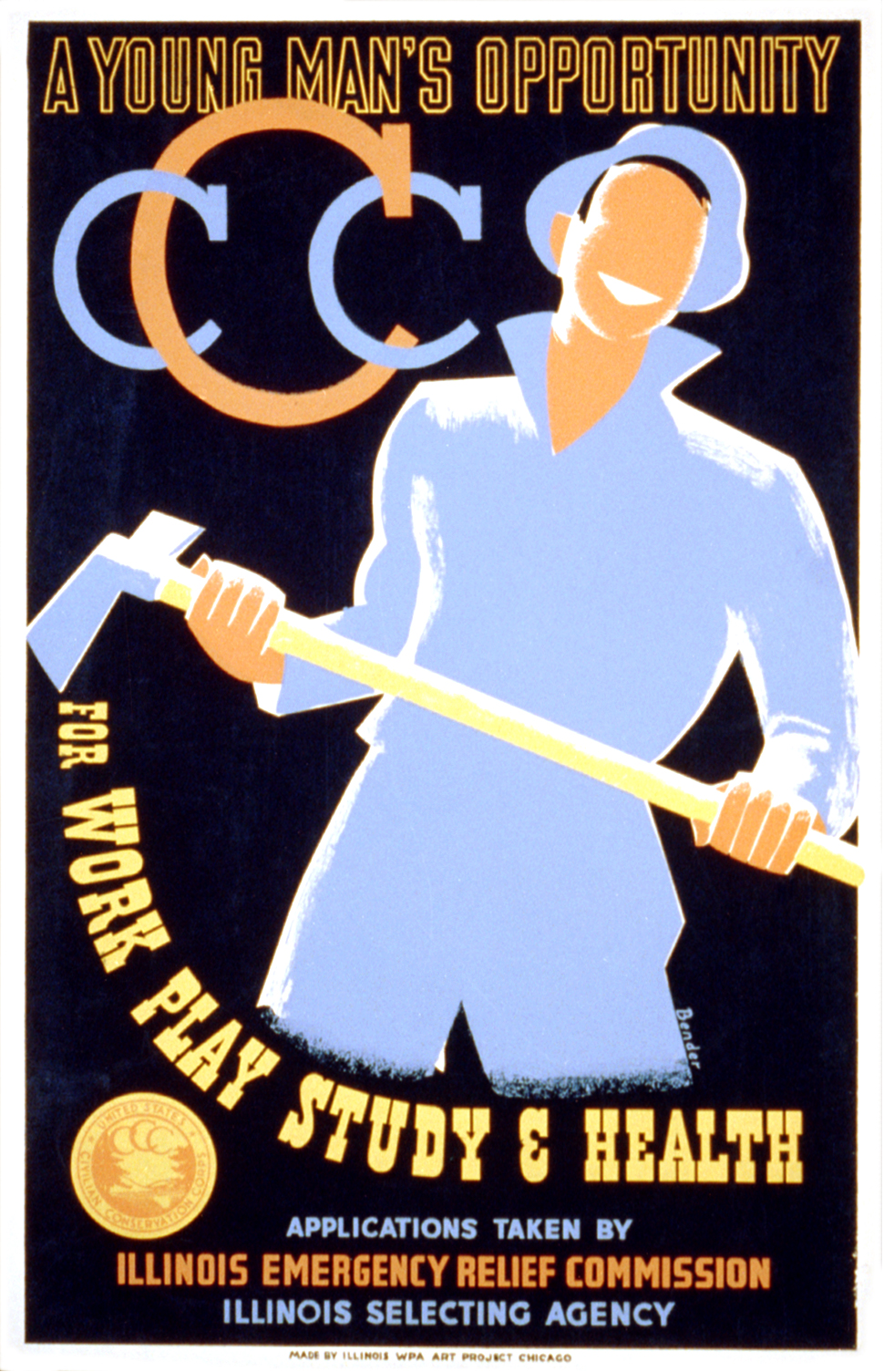
Plakat z 1935 zachęcający do wstąpienia do CCC

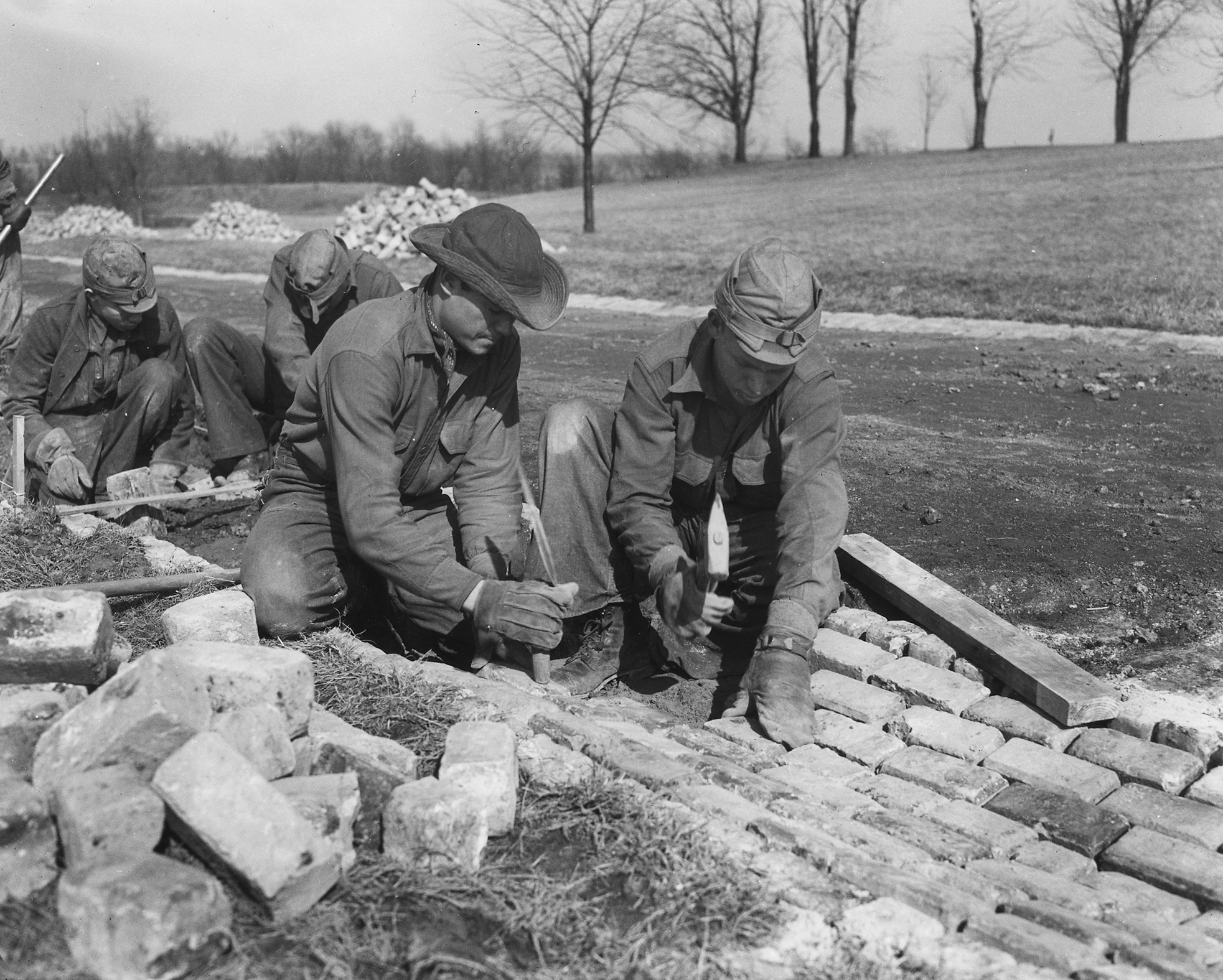
Ochotnicy z CCC podczas budowy drogi, 1933

Civilian Conservation Corps (CCC, „Cywilny Korpus Ochrony Przyrody”) – program pomocy społecznej, działający w Stanach Zjednoczonych w latach 1933–1942, zapewniający pracę bezrobotnym, nieżonatym mężczyznom w wieku 18–25 lat pochodzących z ubogich rodzin. Program ten był realizowany w ramach Nowego Ładu prezydenta Franklina Delano Roosevelta. Na czele kierującej programem agencji rządowej stał działacz związkowy Robert Fechner. 
Zespół kryzysowy prezydenta Roosevelta opracował plan, którego celem było zatrudnienie młodych, niewykwalifikowanych ludzi przy pracach związanych z budową dróg i zapór, a także porządkowaniem i ochroną zasobów naturalnych na terenach zarządzanych przez federalne, stanowe a nawet lokalne władze. CCC miał na celu dać pracę młodym ludziom i tym sposobem odciążyć ich rodziny mające trudności ze znalezieniem pracy w dobie wielkiego kryzysu, a jednocześnie uruchomić rządowy program ochrony przyrody w każdym stanie i na każdym nieinkorporowanym jeszcze terytorium (Alaska i Hawaje uzyskały status stanu dopiero w 1959, do tego czasu były terytoriami). Maksymalna liczba zatrudnionych nie przekraczała jednorazowo 300 000 ludzi; w ciągu dziewięciu lat przez CCC przewinęło się ich ponad trzy miliony. Organizacja zapewniała każdemu dach nad głową, odzież, wyżywienie i skromny zarobek w wysokości 30 USD miesięcznie (z czego 25 USD musieli odesłać rodzinom).
Najśmielszym przedsięwzięciem CCC było porządkowanie mocno poszkodowanej w wyniku kryzysu regionu doliny Tennessee, czym kierował Zarząd Doliny (Tennessee Vally Authority, TVA) rozpoczynając szeroko zakrojony program robót publicznych, w tym budowę systemu zapór wodnych (pierwszą była zapora Chickamauga) finansowanych ze środków federalnych, co stało się źródłem taniej energii elektrycznej w regionie. 
Amerykańskie społeczeństwo uważało CCC za najbardziej popularny ze wszystkich programów oferowanych przez New Deal. Najważniejszymi pozytywnymi skutkami zapisania się do Civilian Conservation Corps były poprawa warunków bytowych, wzrost morale i łatwość późniejszego znalezienia pracy. Równocześnie CCC był czynnikiem, który przyczynił się do wzrostu zainteresowania opinii publicznej spędzaniem czasu na wolnym powietrzu i ochroną przyrody; tworzył podstawy planowania całościowego programu ochrony zasobów naturalnych kraju. 
W okresie pracy w CCC ochotnicy zasadzili blisko trzy miliardy drzew pomagając powtórnie zalesić Amerykę, stworzyli od podstaw ponad 800 parków miejskich i zieleńców, rozbudowali infrastrukturę większości parków narodowych i stanowych wraz z budynkami służącymi ich obsłudze, usprawnili system przeciwpożarowy lasów, zbudowali drogi tam, gdzie ich dotąd nie było. CCC posiadał również oddzielne programy dla weteranów, Afroamerykanów i Indian.
Mimo swej użyteczności i popularności CCC nigdy nie stał się stałą agencją rządową. Jego istnienie uzależnione było od potrzeb i woli ustawodawców. W roku 1942, wraz z wejściem Stanów Zjednoczonych do wojny i przymusowym poborem do wojska, potrzeba niesienia pomocy przez pracę przestała istnieć i Kongres przegłosował likwidację programu.